# Desolation of Eden
Desolation of Eden è il primo album in studio dei Chelsea Grin, pubblicato il 16 febbraio 2010.

## Tracce
1. Judgement – 1:13
2. Desolation of Eden – 3:52
3. False Sense of Sanity – 2:45
4. Sonnet of the Wretched – 4:15
5. Cheyne Stokes – 2:50
6. The Human Condition – 4:02
7. Elysium – 2:28
8. Recreant – 4:26
9. Cast from Perfection – 2:43
10. Revenant – 4:12
11. Wasteland – 2:28